# De Cock en de dood van een clown
De Cock en de dood van een clown is het tweeëntwintigste deel van de detectivereeks De Cock van de Nederlandse auteur Appie Baantjer waarin rechercheurs Jurriaan 'Jurre' de Cock en Dick Vledder de moord oplossen op een clown en daaraan gerelateerd een juwelendiefstal.

## Verhaal
In de recherchekamer van het bureau Warmoesstraat meldt zich makelaar Julius van Vlaanderen met een moeilijk verhaal. Uit zijn kluis bij hem thuis is voor 1 miljoen gulden aan oude juwelen ontvreemd. Dit is gebeurd ondanks het feit dat alleen Julius de sleutel heeft en de kluiscode kent. Een reserve-exemplaar ligt bij zijn notaris. Hij heeft het gevoel dat er iets met hem is gebeurd, waar hij geen invloed op had. Dick Vledder noemt het hele verhaal na zijn vertrek onzin, maar De Cock luistert geduldig en maakt netjes proces-verbaal op. Zijn zoon Maurice woont nog bij hem thuis. Zijn vrouw heeft hem acht jaar geleden verlaten voor een jongere minnaar. En ja, desgevraagd geeft Julius toe het afgelopen weekend een vriendin over de vloer te hebben gehad.
Na zijn vertrek ruziën Dick Vledder en De Cock door. Laatstgenoemde geeft opdracht de aangifte op de telex te zetten. Hun discussie wordt onderbroken door de melding van een lijk. Er ligt een dode clown aan de voet van de Schreierstoren. Op verzoek van De Cock gaan ze lopend naar de plaats delict. De dienstdoende agent heeft de Rijkspolitie te Water al ingeseind om een boot te sturen. Het lijk ligt aan de voet van de toren op een vlonder, afgescheiden door een hoog hek. Zelf heeft de dienstdoende politieagent de grootste moeite gehad om op de plaats delict te komen. Maar De Cock ziet hij zoiets niet klaarspelen zonder boot. Dick Vledder meent vanaf een afstand Pierrot te herkennen die hij kent uit een theatervoorstelling in Carré een jaar geleden. Via zijn mobilofoon achterhaalt Dick Vledder de naam van het slachtoffer: Pieter Eickelenbosch. Dokter Den Koninghe verklaart dat de clown al meer dan 6 uur dood is. In zijn rug steekt een mes, dat rechercheur De Cock meteen herkent als het werpmes van een messenwerper. Bij de terugkomst aan de Warmoesstraat heeft wachtcommandant Jan Kusters merkwaardig nieuws. Impresario Peter van Dongen heeft gebeld dat Peter Eickelenbosch vanavond in Groningen optreedt als clown.
Terwijl Dick Vledder een summier proces-verbaal opmaakt voor chef Buitendam, meldt zich Maurice van Vlaanderen bij de twee rechercheurs. Zijn vader heeft wegens een gat in zijn geheugen een afspraak met een psychiater gemaakt. Maurice moet van zijn vader nog melding maken aan De Cock van "Vlindertje". Omdat het telexbericht nog niet verstuurd is, laat De Cock "Vlindertje" toevoegen. Onmiddellijk daarna verstuurt Jan Kusters de telex. De twee rechercheurs gaan impresario Peter van Dongen aan de Willemsparkweg vragen of hij zijn clown kent? Volgens Peter treedt Pierrot deze avond op in Groningen. Dit gezegd hebbende neemt De Cock hem mee naar het mortuarium. Hij herkent in schok Peter Eickelenbosch. De prangende vraag is nu wie in Groningen de onnavolgbare Pierrot speelde? Ook kent Peter de eigenaar van het werpmes. Fantinelli, die eerder gedreigd had Pierrot overhoop te steken, is de messenwerper in zijn impresariaat.
De volgende morgen wordt een goedgehumeurde De Cock bij chef Buitendam ontboden. Het gesprek neemt een bizarre melding. Niet de moord op de clown verdient alle aandacht, maar de juwelendiefstal van 1 miljoen euro. Want de telex met "Vlindertje" heeft beschaamde reacties losgemaakt in de Haagse politieregio. Daar zijn veel meer dergelijke diefstallen gepleegd. Het verband werd pas ontdekt toen de slachtoffers alsnog met hun "Vlindertje" naar buiten kwamen. De officier van justitie mr. Schaaps en chef Buitendam willen maar wat graag hun vermaarde rechercheur vol op deze Haagse zaken zetten, om hun Haagse collega's rechercheerles te geven. De Cock voelt er niets voor want moord gaat voor. Hij wordt de kamer uitgestuurd.
Op de recherchekamer meldt zich de messenwerper Kees Uilenbroek, alias Fantinelli. Hij beklaagt zich vooral over zijn vrouw, die van de ene buitenechtelijke affaire naar de andere fladdert. Haar laatste verovering is een clown, die hij dood wenst. Na een indringend gesprek laat De Cock hem gaan. Dick Vledder is nog nooit zo boos op zijn collega geweest. Ze gaan hun ruzie wegdrinken bij Smalle Lowietje. De Cock doet een beroep op de heler in de cafébaas, want hij zoekt antieke juwelen van een miljoen gulden. Lowie weet wel waar De Cock Clarisse, Klaartje Paardestaart, kan vinden. En hij vraagt De Cock uit over de dode clown bij de Schreierstoren, waar de grijze rechercheur is gesignaleerd. Als tip heeft Lowie dat het variétégroepje failliet zou zijn. Het bestaat uit een man en vrouw of 12. Vooral Vlindertje wordt geroemd als een schoonheid. Hoewel De Cock zich bijna in zijn cognac verslikt, vindt hij dat Lowie mooie dingen zegt! De twee rechercheurs lopen verder naar Maffe Kee, die volgens Lowie meer over Clarisse zou weten. De oude kennis van De Cock geeft opening van zaken over Heer Van Vlaanderen, een respectabele klant van Clarisse en zijn juwelen, waarmee hij soms haar naakte lichaam versierde. De hartsvriendin van Clarisse blijkt Charlotte, de vrouw van de messenwerper. Ze deed wat graag gratis mee als Clarisse opdracht had voor een triootje.
Terug op het bureau ziet Dick Vledder de zaak duidelijk voor zich. Klaartje Paardestaart zit er midden in. En juist deze dame meldt zich bij de twee rechercheurs. Ze probeert een duidelijk beeld te schetsen van Charlotte, die elke man naar haar hand kan zetten. Bovendien heeft ze Pierrot van de juwelen verteld. Dick Vledder is het er nu mee eens dat De Cock haar laat gaan. Samen gaan ze naar de impresario van het gezelschap. De Cock filosofeert desgevraagd over de valse Pierrot met Peter van Dongen. Hij vraagt naar het adres van "Vlindertje". Peter antwoordt dat Maurice van Vlaanderen hen voor was. Onderweg naar Martha Verhagen alias "Vlindertje" overdenkt De Cock dat er nu een mooi verband ligt tussen de juwelendiefstal en de moordzaak. Maar het danseresje weet weinig te melden. Alleen komt De Cock erachter dat Pierrot verantwoordelijk was voor het faillissement van het variétégroepje. Aan de Warmoesstraat zit Henri Jonkers te wachten. Hij is een vriend van de overleden Pieter Eickelenbosch. Pierrot was onweerstaanbaar voor vrouwen, maar zelf was hij totaal gokverslaafd. Daarom komt Henri zijn moordenaar aangeven: gokbaas Freekie van Weezel. De Cock kent hem inderdaad als een rat. Maar is hij tot moord in staat? De Cock legt Dick Vledder uit dat het speelhol van Freekie aan de Geldersekade ligt pal tegenover de Schreierstoren.
Commissaris Buitendam is maar wat blij 30 cm aan Haagse juwelenroofdossiers op zijn bureau te hebben liggen. Hij wil ze graag aan De Cock overhandigen, maar zijn ondergeschikte wil er nog geen tijd voor vrij maken en wordt de kamer uitgestuurd. Terwijl Dick Vledder meent dat de moord en de diefstal niets met elkaar te maken hebben, is De Cock via "Vlindertje" van het tegendeel overtuigd. Maar Dick heeft wel achterhaald dat de naam "Vlindertje" zelfs op de affiches van het variétégroepje stond. Gokbaas Freekie van Weezel geeft toe dat Pierrot zware speelschulden had, die hij in juwelen wilde betalen. Maar daar voelde Freekie nu weer niets voor. De Cock en Vledder nemen een illegaal kijkje in de woonboot van Pierrot. De schuit blijkt reeds zeer grondig doorzocht. In de slaapkamer vinden ze Charlotte Fantinelli. Ze ontkent dat Pieter Eickelenbosch ooit juwelen heeft gehad. Op het bureau ruziën de rechercheurs verder over de verdachten. Dan komt het telefoontje dat "Vlindertje" is gevonden met een werpmes in haar rug.
Op de plaats delict krijgen de rechercheurs te horen dat een buurman haar heeft gevonden en haar kent als "Vlindertje". Fotograaf Bram van Wielingen weet dat er 12 werpmessen zijn gestolen en hij waarschuwt De Cock dat hij er pas 2 heeft teruggevonden. Dokter Den Koninghe constateert naast haar dood ook dat ze op haar buik ligt met gevouwen handen. Terug op het politiebureau vertelt wachtcommandant Jan Kusters penningmeester te zijn van een voetbalclub in Duivendrecht. Op een personeelsavond was er eens een succesvol variétégroepje, waarvan de goochelaar nu toevallig boven zit te wachten op de heren rechercheurs. Het is Frans ter Heijde, de buurman die "Vlindertje" had gevonden en inderdaad ook lid van het twaalftallige variétégroepje. Hij is zelf ook bang omdat Fantinelli 12 messen kwijt is en hem eerder met Charlotte heeft betrapt.
De volgende morgen heeft De Cock moeie voeten. Hij draagt Dick Vledder op makelaar Van Vlaanderen met de dode "Vlindertje" te confronteren en besluit nogmaals een cognackie te gaan halen bij Smalle Lowietje. De Cock en Lowie nemen de stand van zaken van het moordonderzoek en de juwelendiefstal samen door. Lowie vindt het vreemd dat een failliet theatergezelschap zo goed in de slappe was lijkt te zitten. Acrobaat Kareltje Boerhaar heeft onlangs aan de gracht een nieuwe sportschool geopend. Ook ene Charlotte zou er geld in hebben zitten, ze doen het als het ware samen. Terug aan het politiebureau meldt Ben Kreuger vingerafdrukken van Maurice van Vlaanderen in de woning van "Vlindertje" te hebben gevonden. Want als achttienjarige had Maurice al zijn vingerafdrukken moeten achterlaten na een juwelendiefstal. Adjudant Kamphuis komt namens Buitendam de 30 cm Haagse juwelendossiers op het bureau van De Cock deponeren. De Rijkspolitie te Water meldt De Cock desgevraagd een speedboot te hebben gevonden. Zelf gaat De Cock naar de begrafenis van Pierrot. Alleen Charlotte is daar ook om de laatste eer te bewijzen. Zij kan De Cock meedelen dat Pierrot onnavolgbaar was in zijn werk. Alleen "Vlindertje" kon hem imiteren.
Terug op het bureau heeft Dick Vledder achterhaald dat Pierrot in zijn eigen speedboot naar het vlondertje onder de toren is vervoerd. Vervolgens meldt Maurice van Vlaanderen zich. Hij had "Vlindertje" inderdaad bezocht inzake de juwelendiefstal bij hem thuis. Na enige druk van Maurice had ze beloofd de juwelen van zijn vader terug te zullen geven. Als Maurice weg is beseft de Cock opeens dat er iemand ontbrak op de begrafenis. Hij geeft Dick Vledder opdracht meteen naar het woonhuis van Henri Jonkers te rijden. Ze vinden hem gekneveld op zijn bed, nadat Dick Vledder op verzoek van De Cock de voordeur heeft ingeramd. Twee mannen met bivakmutsen hadden naar juwelen gezocht in zijn appartement. Hij weet De Cock nog te melden dat dezelfde "Vlindertje" jarenlang een verhouding had gehad met de hypnotiseur van het gezelschap. Terug aan het bureau neemt De Cock met Jan Kusters nog eens de feestavond van zijn voetbalclub door. Was er een hypnotiseur? En zo ja wat deed hij? De hypnose gingen inderdaad erg ver die avond maar Jan denkt niet de hypnotiseur te zullen herkennen. Want die lui van het variété lijken op elkaar en kleden zich om de haverklap om. De Cock pak nu zijn hoedje en zegt aan Smalle Lowietje de naam van de hypnotiseur te gaan vragen.
De Cock zet noodgedwongen een val op bij de Schreierstoren. Dit was de uitdrukkelijke wens van Henri Jonkers. De rechercheurs Marijn Stoops, Hans Rijpkema en Mike Zeegers en Appie Keizer verlenen assistentie aan De Cock en Vledder. Henri Jonkers verschijnt in een wit pak en De Cock achtervolgt bij toeval een oude lange man die een mes werpt naar de man in het witte pak. Als hij hierna wegrent loopt hij De Cock omver. Zijn vlucht eindigt tegen een remmende auto. Dick Vledder herkent de zwaargewonde impresario Peter van Dongen. Bij hem thuis legt De Cock het uit aan Dick Vledder en Appie Keizer. De drie andere rechercheurs zijn met een mysterieuze zelfmoord bezig. Het opduiken van een hypnotiseur aan de zijde van "Vlindertje" bracht De Cock op het spoor van de geheimzinnige juwelendiefstallen. Smalle Lowietje zijn beschrijving van de hypnotiseur bracht De Cock bij impresario Peter van Dongen. De Cock speelde nog met de gedachte bij hem illegaal in te breken, maar Handige Henkie was op vakantie en alleen durfde De Cock deze klus niet aan. Hij liet Henri Jonkers een chantagebrief schrijven inzake juwelen en de twee moorden aan Peter van Dongen. Toch heeft De Cock zelf fouten gemaakt. De gebrekkige val bij de Schreierstoren was niet zijn idee. Maar hij ging wel uit van moord met voorbedachten rade. En dat was niet zo. Daarom hoopt hij dat Peter in leven blijft.
Peter was na het failliet van het variétégezelschap te hulp geschoten. Als hypnotiseur wist hij juwelen en geld en effecten buit te maken bij rijke particulieren. Het geld en de effecten gebruikte hij voor het gezelschap, dat zo weer in goeden doen raakte. De juwelen werden bewaard voor later. Hoewel alle leden van het gezelschap wisten dat er ook nog juwelen waren, maakte Pierrot er als eerste gebruik van. Toen hij Peter chanteerde met de juwelen doodde Peter hem in een opwelling met een werpmes. Hij legde het lijk bijna op de stoep bij de gokbaas. Vervolgens eiste "Vlindertje" de juwelen van makelaar Van Vlaanderen terug. Dat werd ook haar dood. Als de collega's weg zijn vraagt mevrouw De Cock of "Vlindertje" ook bij de diefstallen betrokken was. De Cock ontkent dit. Hij laat een juweel van  onyx zien in de vorm van een vlinder, dat "Vlindertje" ooit aan de hypnotiseur had geschonken, toen ze nog verliefd waren. Peter gebruikte dit kleinood, zijn Vlindertje, om zijn slachtoffers onder hypnose te brengen.